# Ngambadi
Ngambadi est un village du Cameroun situé dans le département du Lom-et-Djérem de la région de l'Est, précisément au niveau de l'arrondissement Ngoura.

## Population
Selon le recensement de 2005, le village comptait 292 habitants, dont 170 hommes et 122 femmes.